# Universitatea Valahia din Târgoviște
Universitatea Valahia din Târgoviște (UVT) este o instituție de învățământ superior din Târgoviște, județul Dâmbovița, România.

## Istoric
Oficializarea și instituționalizarea învățământului superior târgoviștean se reia după Revoluția din 1989, când apare în 1991 Colegiul Universitar Tehnic și Economic, iar ulterior, prin Hotărârea Guvernului României nr. 288 din 01.06.1992, se înființează Universitatea Valahia din Târgoviște.
Înființarea acestei universități se înscrie firesc în concepția de dezvoltare a universităților regionale, frecvente în principalele state europene și nord-americane.

## Prezentare generală
Dacă la înființare, Universitatea Valahia din Târgoviște avea în structura sa doar două facultăți, un colegiu universitar, 14 specializări universitare și circa 700 de studenți, în anul universitar 2013-2014 structura s-a diversificat armonios în funcție de necesitățile economico-sociale și de cerințele pieței muncii.  Astfel, Universitatea Valahia din Târgoviște are în structura sa actuală 10 facultăți (licență - 3 sau 4 ani), 34 de specializări universitare de licență, 32 de programe de studii de masterat și 6 domenii de doctorat, pregătirea și perfecționarea personalului didactic și învățământul deschis la distanță.
În prezent, la toate formele de învățământ, studiază aproximativ 10.000 de studenți sub îndrumarea competentă a peste 400 de cadre didactice, organizate în departamente academice beneficiind de o bază materială corespunzătoare.
Pe lângă activitatea didactică și de cercetare științifică, Universitatea Valahia din Târgoviște cuprinde în structura sa, centre de formare continuă în concordanță cu cerințele mediului social-economic în cadrul căruia funcționează.
Instituția oferă condiții sociale corespunzătoare (cămine, cantine, club, baze sportive, etc.) iar în prezent se află în construcție noul campus universitar care va completa baza materială proprie.
Universitatea Valahia din Târgoviște se preocupă de realizarea în condiții optime a misiunii sale: învățământ și cercetare științifică de calitate, condiții excelente de studiu și viață pentru studenți, integrare profesională la nivel național, deschidere academică europeană.

## Structură

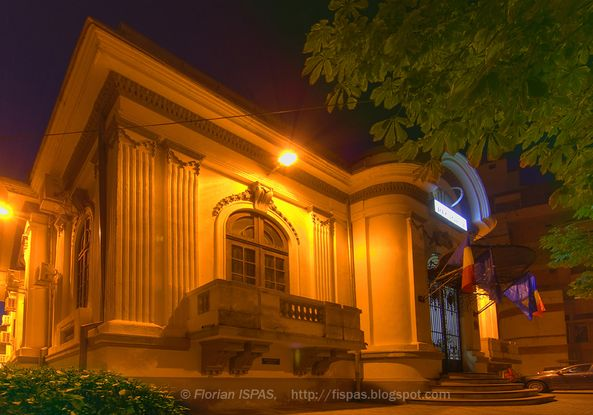
Rectoratul Universității Valahia din Târgoviște

### Facultăți
Universitatea Valahia din Târgoviște are în prezent 10 facultăți cu domenii de activitate ce cuprind atât sfera Economică, de Administrație, Științe Juridice și Inginerești, cât și Teologie, Științe Umaniste și Muzica,
- Facultatea de Științe Economice Arhivat în 27 iulie 2012, la Wayback Machine.
- Facultatea de Drept și Științe Administrative Arhivat în 26 august 2012, la Wayback Machine.
- Facultatea de Inginerie Electrică, Electronică și Tehnologia Informației Arhivat în 12 august 2013, la Wayback Machine.
- Facultatea de Științe și Arte Arhivat în 1 septembrie 2014, la Wayback Machine.
- Facultatea de Ingineria Mediului și Știința Alimentelor Arhivat în 9 mai 2015, la Wayback Machine.
- Facultatea de Ingineria Materialelor și Mecanică Arhivat în 1 iunie 2015, la Wayback Machine.
- Facultatea de Teologie Ortodoxă și Științele Educației Arhivat în 20 iulie 2014, la Wayback Machine.
- Facultatea de Științe Umaniste Arhivat în 15 august 2013, la Wayback Machine.
- Facultatea de Științe Politice, Litere și Comunicare Arhivat în 10 iunie 2015, la Wayback Machine.
- Facultatea de Științe și Inginerie Alexandria Arhivat în 10 iunie 2015, la Wayback Machine.

### Doctorat

#### Domenii de doctorat

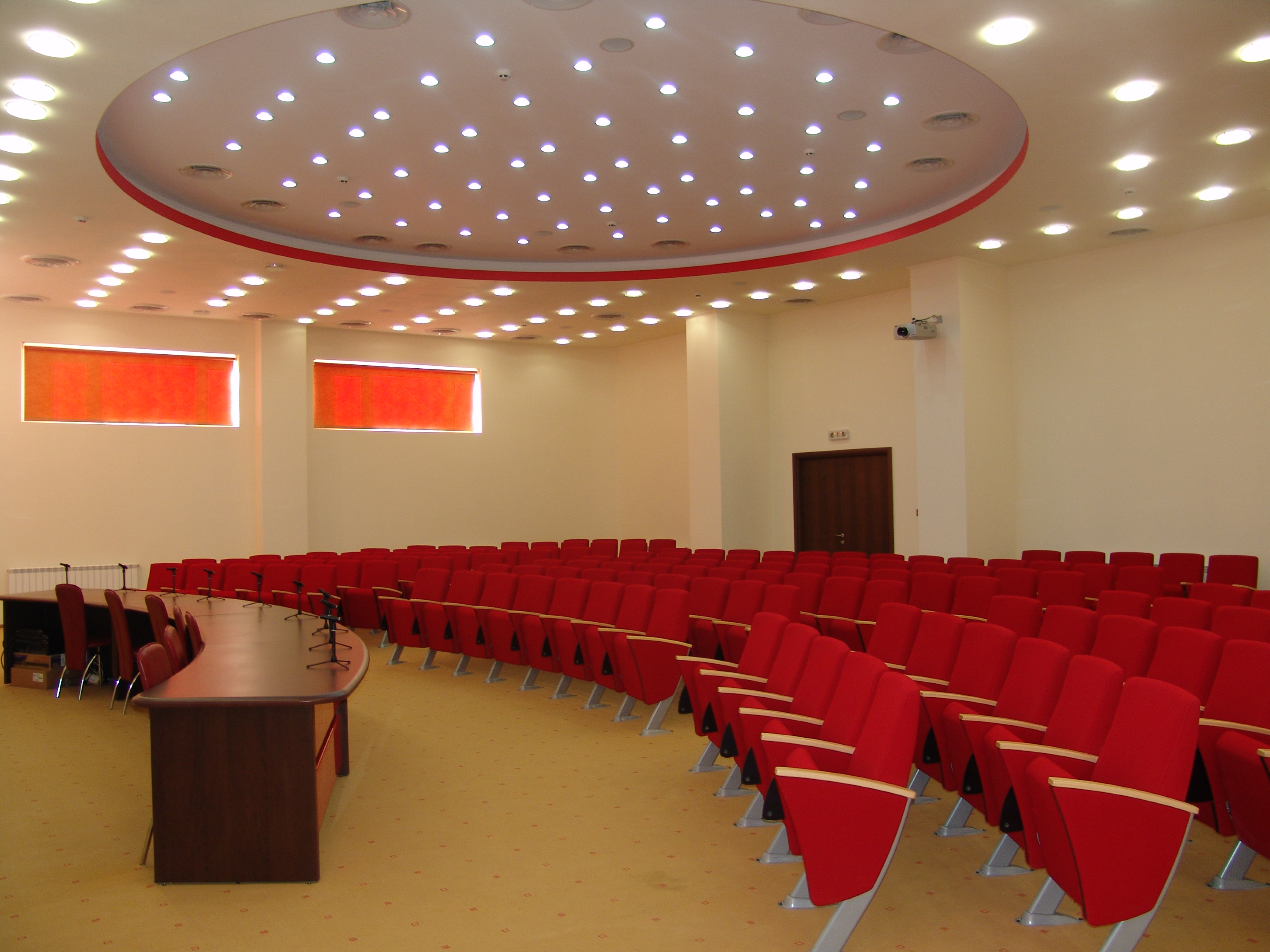
Centrul Internațional de Conferințe - Universitatea Valahia din Târgoviște

- Contabilitate
- Management
- Istorie
- Ingineria Materialelor
- Ingineria Electrică
- Ingineria Mecanică

### Cercetare Științifică

#### Institutul de Cercetare Științifică și Tehnologică Multidisciplinară
Institutul de Cercetare Științifică și Tehnologică Multidisciplinară (ICSTM-UVT) este o organizație profesională independentă, apolitică și neguvernamentală, dependentă juridic de Universitatea Valahia din Târgoviște, creat în scopul participării personalului universității și a altor specialiști colaboratori ai universității, atât la realizarea de proiecte de cercetare – dezvoltare în cadrul unor programe naționale sau internaționale, cât și la proiecte dezvoltate prin colaborare directă cu diverși beneficiari.

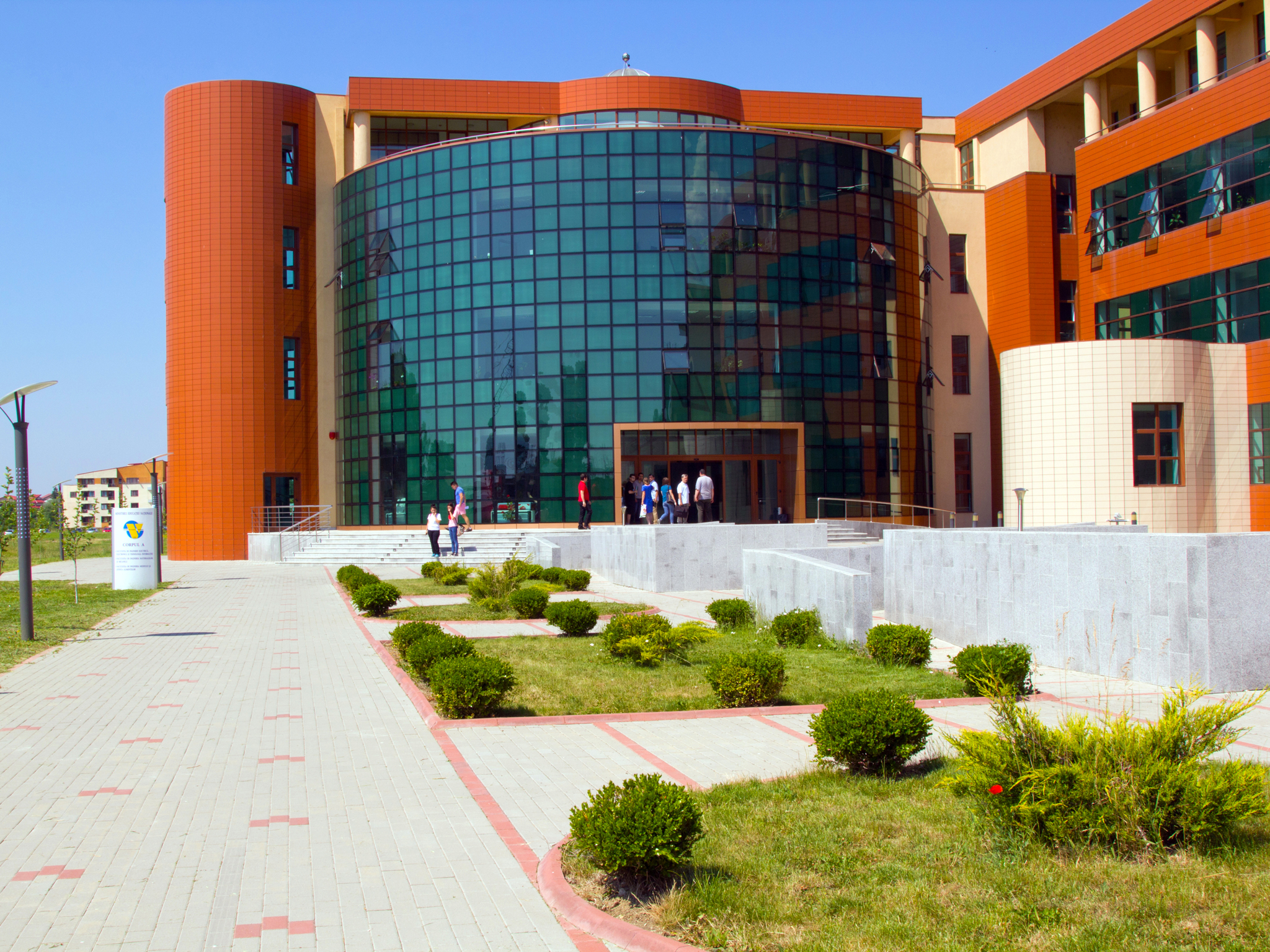
Facultatile de Inginerie - Campusul Universitatii Valahia din Targoviste

#### Centre de Cercetare Acreditate
- Centrul de Cercetare Științifică pentru Biotehnologii și Științe Inginerești Aplicate
- Centrul de Cercetare Științifică pentru Îmbunătățirea Calității Vieții și a Mediului în Condițiile Noilor Tehnologii Informaționale și de Comunicație (CAVIMETIC)
- Centrul de Cercetare, Studii Economice și Gestiune
- Centrul de Cercetare pentru Fizică Aplicată
- Geografia Habitatului Rural și Urban în Contextul Dezvoltării Durabile
- Centrul de Cercetare și Expertizare a Resurselor Naturale și a Mediului
- Preistorie, Arheologie Interdisciplinară și Tehnici de Conservare a Patrimoniului Cultural Mobil și Imobil

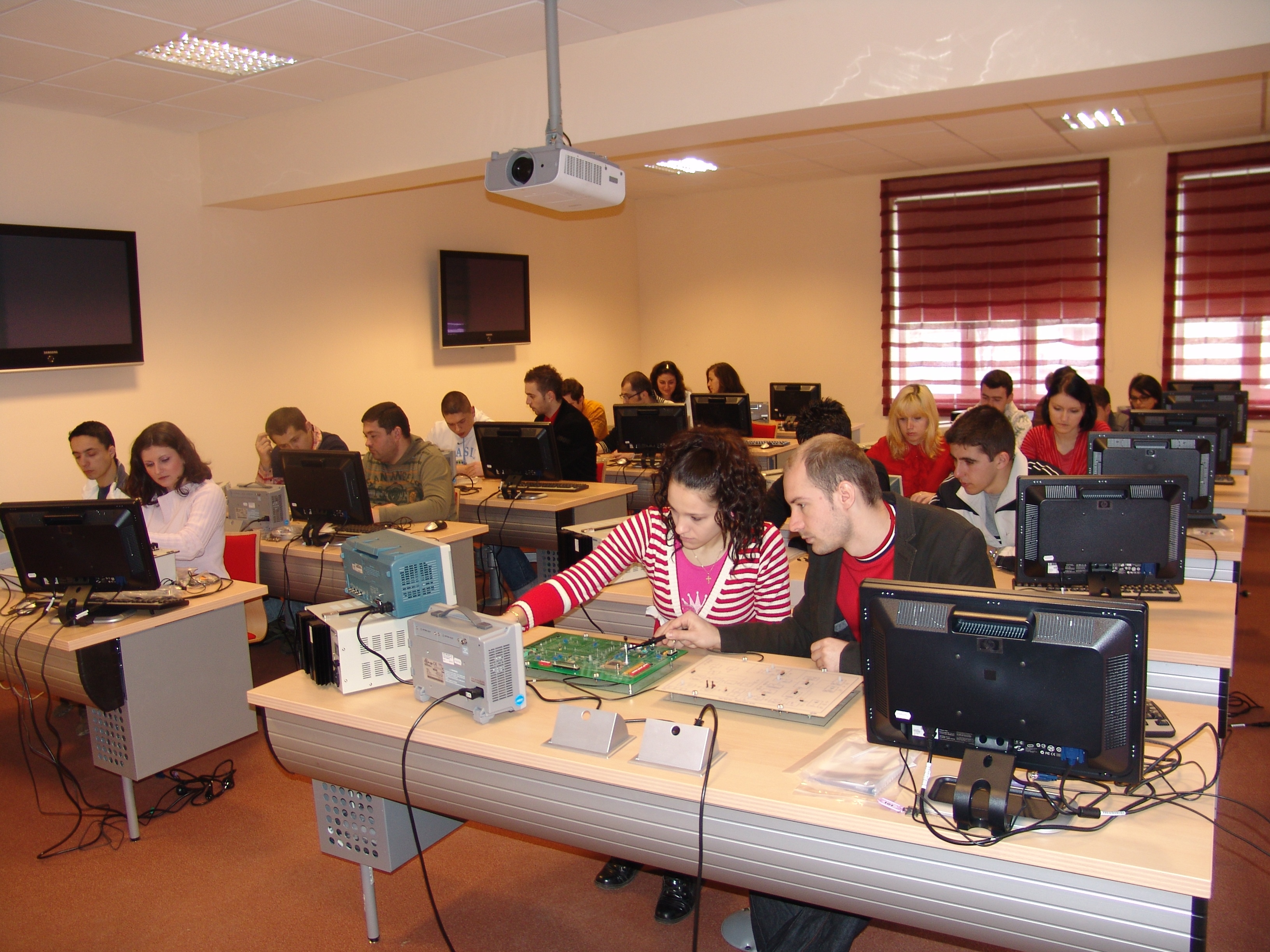
Laborator Inginerie - Universitatea Valahia din Târgoviște

#### Centre de cercetare recunoscute la nivel instituțional
- Centrul de cercetări în Inginerie Electrică, Electronică și Tehnologia Informației
- Departamentul de Cercetare Energie-Mediu
- Biotehnologii și Științe Inginerești Aplicate
- Cercetări și Studii în Contabilitate și Finanțe
- Centrul de Studii și Cercetări Științifice în Management și Științe Administrative
- Centrul pentru Cercetarea Istoriei Relațiilor Internaționale și Studii Culturale “Grigore Gafencu”
- Școala Academică de Știința Materialelor
- Științe Aplicate în Studiul Mediului și Tehnologii Avansate
- Nanomateriale pentru Microsisteme Mecanice
- Cercetarea și Expertizarea Resurselor Naturale și ale Mediului
- Centrul pentru Studiul Activităților Motrice și de Timp Liber
- Centrul de Cercetare în domeniul Vehiculelor Electrice (eMotion)

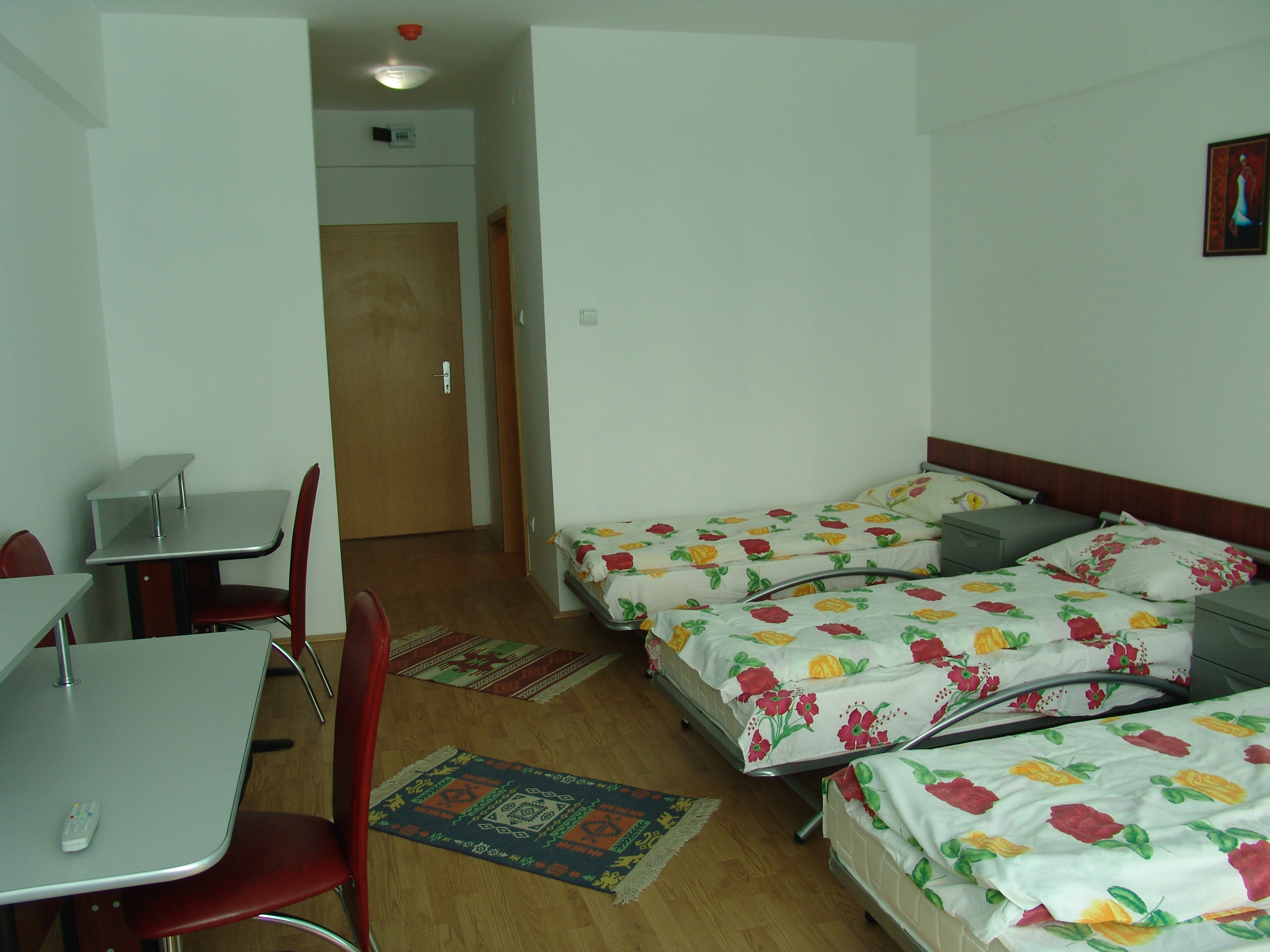
Camera Camin 3 locuri - Universitatea Valahia din Târgoviște

- Cercetări Interdisciplinare Religie și Științe “Sf. Maxim Marturisitorul”

#### Centre de cercetare in curs de evaluare
- Centrul de Cercetări Științifice pentru Studii Umaniste Interdisciplinare „Dumitru Staniloae”

## Studenți
Dintre cei 10.000 de studenți ai Universității Valahia din Târgoviște, de la toate ciclurile de studii - licență, masterat și doctorat - un număr de aproximativ 2.500 au solicitat loc în căminele studențești, Universitatea Valahia din Târgoviște asigurând un grad de soluționare a cererilor de peste 95%.

## Legături externe

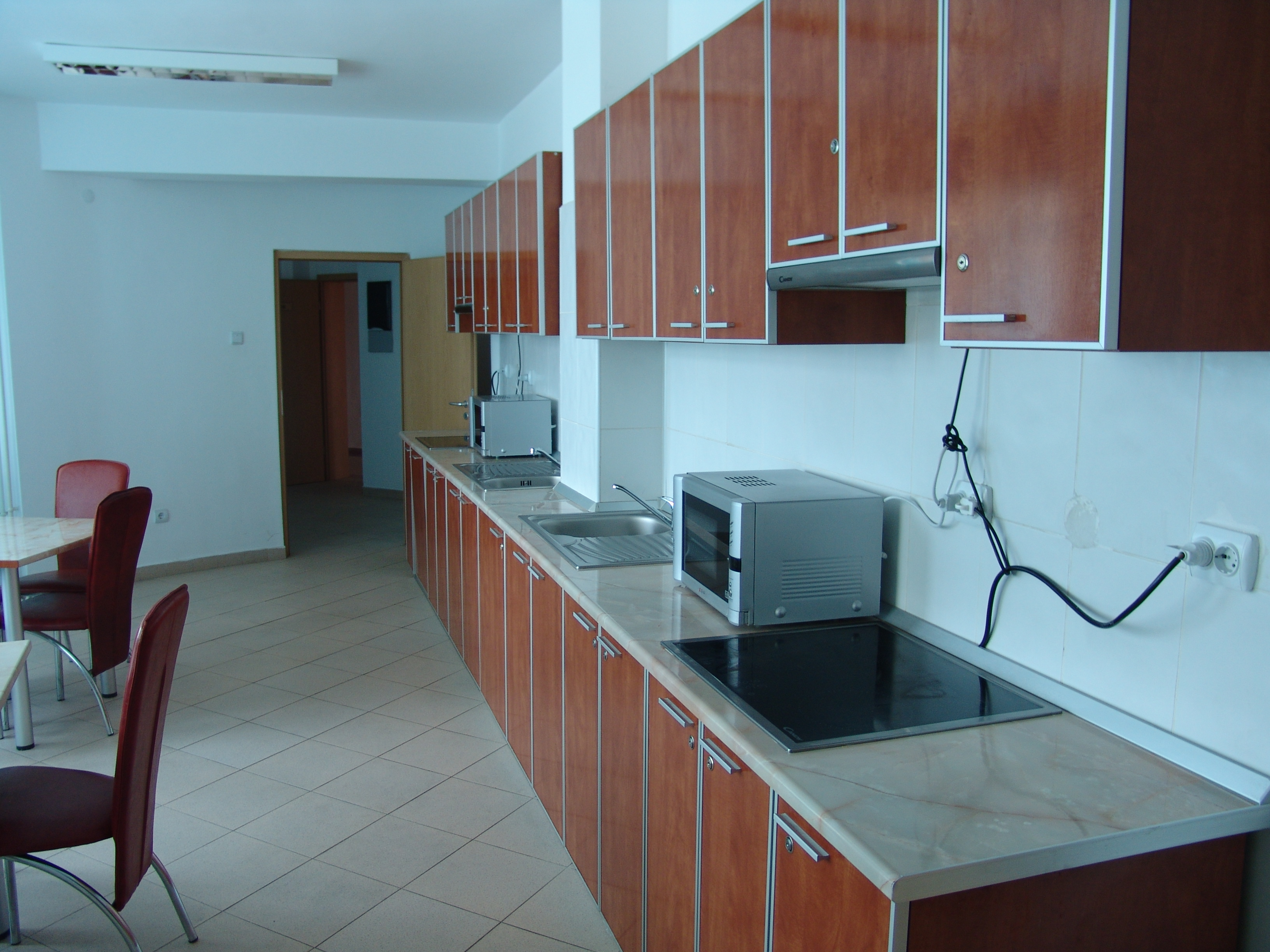
Oficiu Preparare a Hranei Camin - Universitatea Valahia din Târgoviște

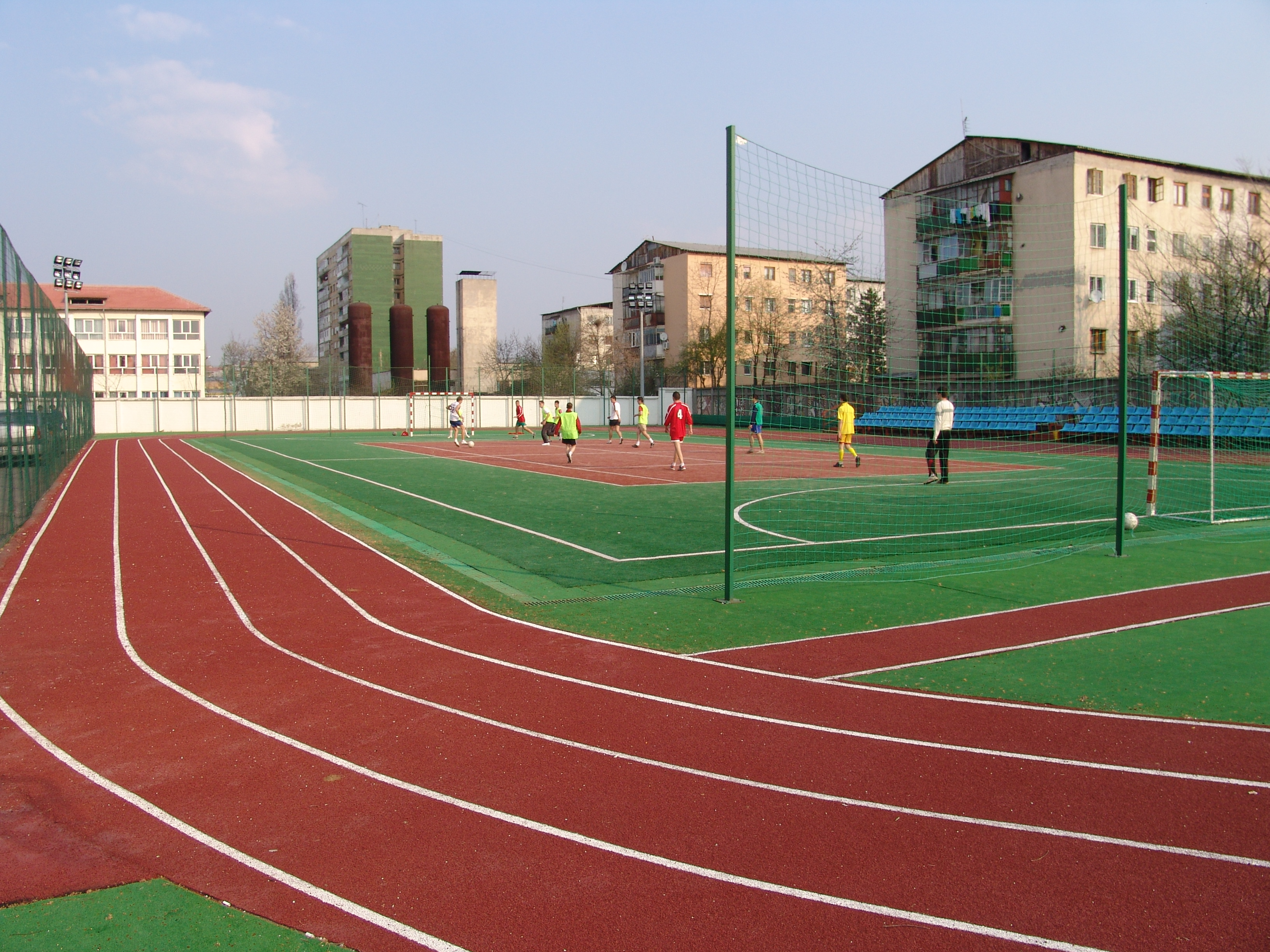
Baza Sportiva - Universitatea Valahia din Târgoviște